# Stéphane Botteri
Pour les articles homonymes, voir Botteri.
Stéphane Botteri est un défenseur français de hockey sur glace, né le 27 janvier 1962 à Annecy.

## Biographie
Il commence sa carrière dans sa région natale, au club de Saint Gervais. Il remporte en 1985-1986 son premier titre de champion de France, ainsi que le trophée Albert-Hassler, attribué au meilleur joueur français du championnat de France. Il intègre l'équipe du HC Mont-Blanc l'année suivante, quand son club s'associe avec celui de Megève, et remporte un nouveau titre.
Il change alors régulièrement de club mais rese dans les équipes de tête, et devient donc champion de France à 2 nouvelles reprises, avec les Français Volants de Paris puis les Dragons de Rouen.
Parallèlement, il est membre de l'équipe de France de 1981 à 1994, il fait partie de la génération ayant amené la France dans le groupe élite mondial. Il participa ainsi à 2 championnats du monde élite et à 3 éditions des Jeux olympiques.
En 1992-1993, il rejoint le HC Morzine-Avoriaz, qui joue en bas de tableau, puis le Club des Sports de Megève, alors en Division 1, et où il restera 7 saisons.

## Trophées et honneurs
- Champion de France : 1986, 1987, 1989, 1992
- Trophée Albert-Hassler : 1986

## Statistiques
| Saison    | Équipe                             | Ligue        |    | Saison régulière | Saison régulière | Saison régulière | Saison régulière | Saison régulière |   | Séries éliminatoires | Séries éliminatoires | Séries éliminatoires | Séries éliminatoires | Séries éliminatoires |
| Saison    | Équipe                             | Ligue        | PJ | B                | A                | Pts              | Pun              | PJ               | B | A                    | Pts                  | Pun                  |                      |                      |
| 1985-1986 | Sporting Hockey Club Saint Gervais | Ligue Magnus | -  | -                | -                | -                | -                | -                | - | -                    | -                    | -                    |                      |                      |
| 1986-1987 | HC Mont-Blanc                      | Ligue Magnus | -  | -                | -                | -                | -                | -                | - | -                    | -                    | -                    |                      |                      |
| 1988-1989 | Français Volants de Paris          | Ligue Magnus | 44 | 6                | 16               | 22               | 46               | -                | - | -                    | -                    | -                    |                      |                      |
| 1989-1990 | Français Volants de Paris          | Ligue Magnus | 37 | 3                | 11               | 14               | 36               | -                | - | -                    | -                    | -                    |                      |                      |
| 1990-1991 | Rouen HE                           | Ligue Magnus | 3  | 0                | 1                | 1                | 6                | -                | - | -                    | -                    | -                    |                      |                      |
| 1991-1992 | Rouen HE                           | Ligue Magnus | 33 | 6                | 11               | 17               | 34               | -                | - | -                    | -                    | -                    |                      |                      |
| 1992-1993 | HC Morzine-Avoriaz                 | Ligue Magnus | 26 | 8                | 13               | 21               | 34               | -                | - | -                    | -                    | -                    |                      |                      |
| 1993-1994 | HC Morzine-Avoriaz                 | Ligue Magnus | 17 | 4                | 7                | 11               | 8                | 6                | 0 | 4                    | 4                    | 8                    |                      |                      |
| 1994-1995 | CS Megève                          | Division 1   | 18 | 4                | 10               | 14               | 22               | -                | - | -                    | -                    | -                    |                      |                      |
| 1995-1996 | CS Megève                          | Division 1   | 27 | 4                | 16               | 20               | 44               | -                | - | -                    | -                    | -                    |                      |                      |
| 1996-1997 | CS Megève                          | Ligue Magnus | 32 | 3                | 8                | 11               | 50               | 1                | 0 | 0                    | 0                    | 0                    |                      |                      |
| 1997-1998 | CS Megève                          | Division 1   | 22 | 2                | 11               | 13               | 24               | -                | - | -                    | -                    | -                    |                      |                      |
| 1998-1999 | CS Megève                          | Division 1   | -  | -                | -                | -                | -                | -                | - | -                    | -                    | -                    |                      |                      |
| 1999-2000 | CS Megève                          | Division 1   | -  | -                | -                | -                | -                | -                | - | -                    | -                    | -                    |                      |                      |
| 2000-2001 | CS Megève                          | Division 1   | 1  | 0                | 0                | 0                | 0                | -                | - | -                    | -                    | -                    |                      |                      |

### En équipe nationale
Ces statistiques ne prennent pas en compte les matchs amicaux
| Année | Compétition            |   | PJ | B | A | Pts | Pun |  | Classement |
| 1987  | Championnat du monde B | 7 | 0  | 3 | 3 | 6   | 3e  |  |            |
| 1988  | Jeux olympiques        |   |    |   |   |     | 11e |  |            |
| 1990  | Championnat du monde B | 7 | 1  | 1 | 2 | 8   | 4e  |  |            |
| 1992  | Jeux olympiques        | 8 | 0  | 1 | 1 | 6   | 8e  |  |            |
| 1992  | Championnat du monde   | 6 | 0  | 0 | 0 | 2   | 11e |  |            |
| 1993  | Championnat du monde   | 6 | 0  | 1 | 1 | 2   | 10e |  |            |
| 1994  | Jeux olympiques        | 7 | 0  | 0 | 0 | 6   | 10e |  |            |